# Longshot (проект)
1. Начальная конфигурация
2. Конфигурация в 33 года
3. Конфигурация в 67 лет
4. Конфигурация в 100 лет

Проект Longshot — концептуальный проект межзвёздного космического полёта, предполагающий запуск к Альфе Центавра непилотируемого зонда-звездолёта с ядерным ракетным двигателем. Проект разрабатывался Военно-морской академией США и НАСА с 1987 по 1988 год, строительство зонда предполагалось на орбитальной станции «Фридом». В противоположность проекту «Дедал», Longshot проектировался исключительно с использованием существующих технологий, хотя и потребовал бы некоторого их развития.
В отличие от термоядерного двигателя, который планировалось использовать на «Дедале», Longshot должен был использовать ядерный двигатель. При первоначальной мощности 300 киловатт, реактор должен был дать энергию лазерам, которые использовались бы для начала термоядерного синтеза, применяемого в двигателе, как на «Дедале». Основное отличие от «Дедала» заключалось в том, что если на «Дедале» реактор, питающий двигатель, одновременно давал бы энергию кораблю, то Longshot имел бы внутренний реактор для производства энергии.
Реактор также давал бы энергию для связи с Землёй. Большую часть полёта для этого использовался бы минимум энергии, только для того чтобы отправлять данные о межзвёздной среде. При достижении системы Альфы Центавра вся энергия, потребляемая до этого двигателем, была бы использована для сообщения с Землёй, что позволило бы создать канал связи, способный передавать информацию со скоростью 1 килобайт в секунду.
Longshot должен был иметь стартовую массу 396 тонн, включая 264 тонны гелия-3 и дейтерия в качестве ракетного топлива. Полезная нагрузка, включая реактор, составила бы 30 тонн.
Разница в организации миссии состояла в том, что Longshot должен был выйти на орбиту вокруг звезды, тогда как «Дедал» совершил бы пролёт мимо неё, который продлился бы довольно короткое время.
Полёт до выхода на орбиту Альфа Центавра B занял бы около 100 лет. Скорость составила бы 13 411 км/с (примерно 4,5 % световой), ещё 4,39 лет понадобилось бы для передачи данных на Землю.